# Akdamout
L'Akdamout (ou Akdomous) Milin (en araméen : אַקְדָמוּת מִלִּין ; littéralement « En introduction aux Mots », c'est-à-dire aux Dix Commandements), est un piyyout (poème liturgique) araméen récité chaque année par les ashkénazes lors de la fête juive de Chavouot. Il fut composé par le rabbin Meïr bar Yitzchak (Nehoraï) d'Orléans, mort vers 1095, qui officiait en tant que hazzan (chef de prière) à Worms. L'Akdamout fait la louange de Dieu, de sa Torah et de son peuple.
L'Akdamout est déclamé dans presque toutes les synagogues ashkénazes lors de la lecture de la Torah au premier jour de Chavouot. La coutume originale était de le réciter après lecture du premier verset (Exode 19,1), mais au cours des siècles, de nombreuses congrégations (principalement en Europe de l'Est) ont pris l'habitude de le lire avant que le cohen ne récite la bénédiction.
L'ancienne coutume était liée à la pratique, depuis les temps bibliques jusqu'à l'époque médiévale, de faire suivre chaque verset de la lecture de la Torah en hébreu par son interprétation en araméen, et il était donc d'usage, après la lecture du premier verset hébreu, qu'un autre lecteur fournisse une glose en araméen incluant cette « introduction ». Cependant, lorsque cette coutume est tombée en désuétude, la récitation de l'Akdamout s'est trouvée intercalée entre deux versets hébreux, et a donc été déplacée avant le début de la lecture de la Torah. Dans les communautés occidentales, l'ancien usage s'est maintenu.
Dans la plupart des synagogues, il est lu en répons : le baal koreh (lecteur de la Torah) ou le ministre officiant chante deux versets, et la congrégation répond avec les deux versets suivants. Bien qu'il soit considéré comme « le piyyout le plus connu et le plus apprécié du judaïsme »,, il n'est pas récité dans un certain nombre de synagogues.
Selon une hypothèse, l’Akdamout aurait supplanté un piyyout antérieur, Arkin Moshe, décrivant l'excitation parmi les anges lorsque Dieu amena Moïse au ciel pour recevoir les Dix Commandements,,, mais les deux piyyoutim apparaissent côte à côte dans de nombreux manuscrits et machzorim imprimés. L'adoption de l’Akdamout dans la liturgie fut peut-être accélérée par un conte folklorique reliant sa composition à un événement miraculeux impliquant la défaite d'un moine-sorcier maléfique, qui utilisait la magie pour tuer des Juifs,.

## Structure
Le poème entier compte 90 vers. Les 44 premiers forment un double acrostiche alphabétique, deux lignes pour chaque lettre de l'alphabet hébreu, et les 46 restants épellent les mots, « Meïr, fils de Rabbi Isaac, qu'il grandisse en Torah et en bonnes actions, amen, sois fort et garde courage ».
L'Akdamout est écrit dans un araméen qualifié d'« abrupt et alambiqué », voire « intelligible de long en large » — ertains livres de prières, en particulier ceux destinés à être utilisés en Israël, fournissent une traduction courante de l'araméen désormais obscur vers l'hébreu. Le poème regorge de références à la Torah et au Talmud. Chaque vers compte dix syllabes dont la dernière est invariablement ta (תא), qui s'écrit avec la dernière lettre (taw) et la première lettre (aleph) de l'alphabet hébreu. Le message sous-jacent est que l'on n'arrête jamais d'apprendre la Torah — quand on croit avoir fini, on doit recommencer. Ce message a été choisi pour Chavouoth car cette fête commémore l'acceptation par les Juifs des Dix Commandements sur le mont Sinaï.
Sur le fond, le poème commence par célébrer la grandeur de Dieu, qui dépasse toute capacité de description (versets 1-14), puis les myriades d'anges de tous types créés par Lui et qui L'accompagnent (15-26). Les différents anges louent Dieu selon leurs catégories, certains Le louent sans cesse, certains à des moments récurrents, certains une seule fois (27-42). Les nations de la terre cherchent à soumettre Israël pour accroître leur propre grandeur, mais Israël répond que sa loyauté va exclusivement à Dieu, et c'est la source des attributs et de la force d'Israël (43-74). La poème décrit aussi comment, à la fin des temps, le Léviathan et le Béhémoth, deux énormes créatures mentionnées dans les Écritures, seront réunis, tués et préparés par Dieu comme banquet pour les justes dans un mobilier opulent (75-84). La narration se termine par une bénédiction et le souhait que les auditeurs puissent avoir le privilège d'assister à ce même banquet, les assurant  qu'il en sera ainsi si toutefois ils écoutent les paroles de la Torah (85-90).

## Traitement musical
Initialement, l'Akdamout n'était pas accompagné d'une mélodie spécifique, et n'était chanté selon aucun système d'accents utilisé dans la cantillation biblique. Il a par la suite fait l'objet de traitements musicaux divers au sein des différentes communautés, parmi lesquels un mode similaire à celui du kiddouch des fêtes, une mélodie semblable à celle utilisée à Sim'hat Torah pour honorer le Fiancé de la Torah (qui lit les dernières lignes du Deutéronome, ou encore une autre mélodie, sans doute plus récente, qui a apparemment été empruntée à un chant folklorique allemand,.

## Parallèles dans d'autres œuvres
La métaphore comparant toutes les mers à de l'encre et tous les roseaux à des plumes se trouve dans le traité talmudique Massékheth Sotah, où elle symbolise l'impossibilité pour les êtres humains d'exprimer la louange de Dieu. On la retrouve dans les versets du Coran : « si la mer se changeait en encre pour décrire les paroles de Dieu, la mer se tarirait avant les paroles de Dieu, quand même nous y emploierions une autre mer pareille » (sourate 18, verset 109), et « quand même tout ce qu’il y a d’arbres sur la terre deviendrait autant de plumes, quand même Dieu étendrait la mer en sept mers d’encre, les paroles de Dieu ne seraient point épuisées » (sourate 31, verset 26). Le troisième couplet de l'hymne de 1917 de Frederick M. Lehman L'Amour de Dieu est basé sur ce passage d'Akdamout. Certains sermons chrétiens médiévaux utilisent les mêmes images.